# Chiesa di San Giorgio (Lugano)
La chiesa parrocchiale di San Giorgio è un edificio religioso che si trova a Castagnola-Cassarate-Ruvigliana, quartiere della Città svizzera di Lugano.

## Storia
Citata in documenti storici risalenti al 1502, la chiesa è di origine medievale: nel 1335, presso l'edificio religioso, risultava già radunarsi il consiglio comunale di Castagnola, Ruvigliana e Suvigliana.
Nel 1616 (o 1620) venne elevata alla dignità di parrocchiale, e nel corso del Seicento venne sottoposta a interventi architettonici.

## Descrizione

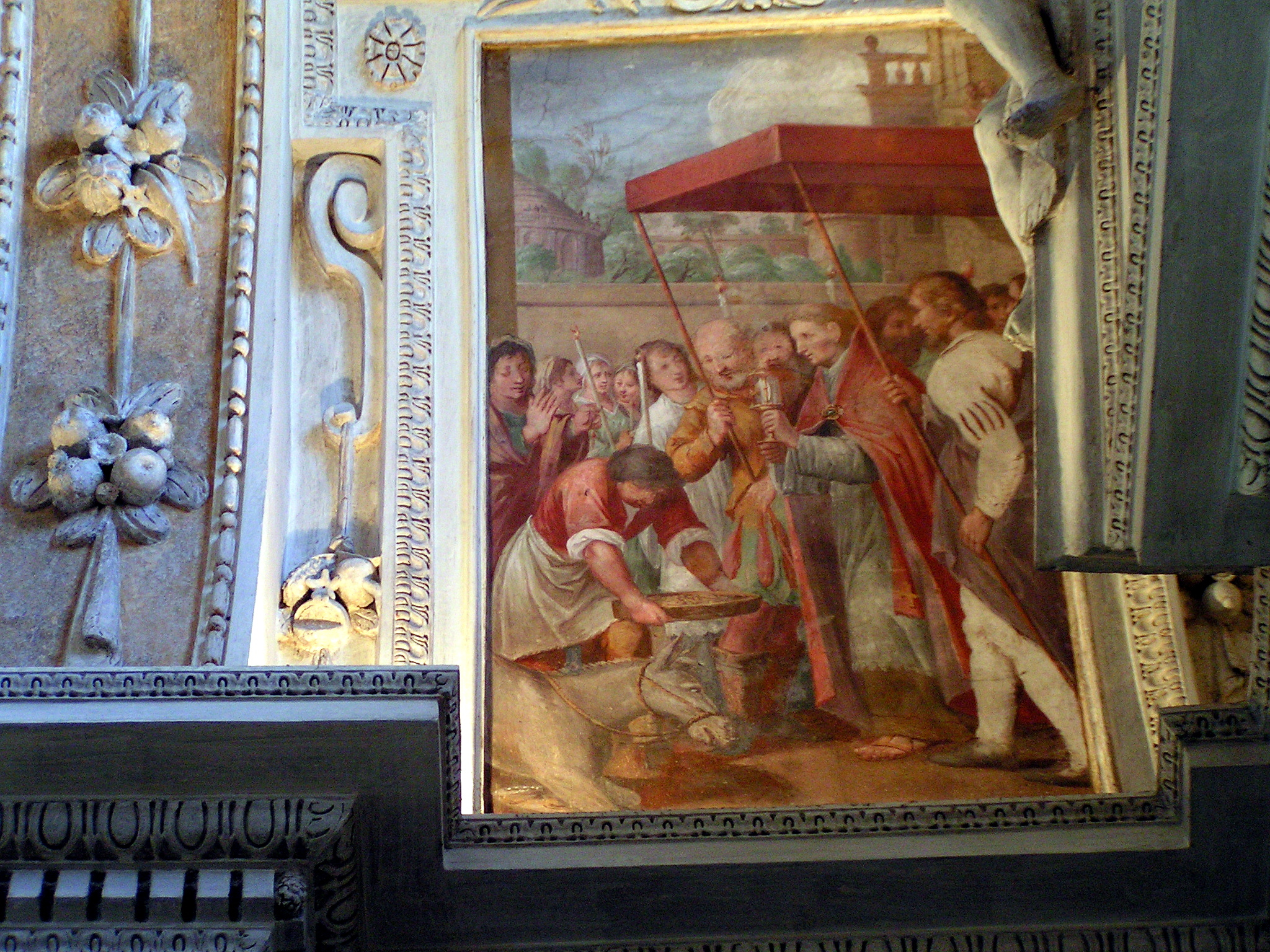
Sant'Antonio da Padova e il miracolo della mula nella Chiesa di San Giorgio

La chiesa ha una pianta a croce ad unica navata suddivisa in due campate e coperta da una volta a botte. Sul fianco settentrionale della navata si aprono due cappelle laterali, anch'esse coperte a botte, mentre un'altra cappella si trova lungo il fianco meridionale. In corrispondenza della campata d'incrocio venne eretta una cupola.
Decorata da affreschi e stucchi realizzati dal Seicento in poi, la chiesa conserva elementi di arredo risalenti al Settecento.